# Kungariket Butua
Kungariket Butua var en historisk stat som låg i nuvarande Zimbabwe och mellan 1450-talet och 1683. 
Det uppgick i Kungariket Rozvi 1683.